# イノセント・ガーデン
『イノセント・ガーデン』（原題: Stoker）は、パク・チャヌク監督、ウェントワース・ミラー脚本によるアメリカ合衆国・イギリスの映画である。出演はミア・ワシコウスカ、ニコール・キッドマン、マシュー・グッドである。2013年3月1日に公開された。
奇才で知られるパク・チャヌク監督は本作でハリウッド映画デビューを果たした。パクは、本作『イノセント・ガーデン』(2013)と、その近作である『サイボーグでも大丈夫』(2006)、『渇き』(2009)を"人間ではない存在の三部作"というテーマで製作していた事を、本作のプロモーション活動中に公にした。

## 物語
インディア・ストーカーの父は、毎年彼女の誕生日には庭のどこかにプレゼントとして靴を隠しては彼女に探させていた。
18歳の誕生日、プレゼントの中身は靴ではなく、たった一つの鍵だった。そのあと、彼女の父が急死した。
母と二人きりになった彼女のもとに、謎めいた叔父チャーリーが現れる。
ストーカー母子と同居しだしたチャーリーの魅力に段々と惹かれていくインディアだったが、ストーカー家の家政婦やインディアの大叔母といった、彼女の周辺の人々が次々に姿を消していった。

## キャスト
※括弧内は日本語吹替
- インディア・ストーカー - ミア・ワシコウスカ（坂本真綾）： 18歳になったばかりの少女。
- イヴリン・“エヴィ”・ストーカー - ニコール・キッドマン（田中敦子）： インディアの母。
- チャールズ・“チャーリー”・ストーカー - マシュー・グッド（東地宏樹）： インディアの叔父。
- リチャード・ストーカー - ダーモット・マローニー（津田英三）： インディアの父。チャーリーの兄。
- グウェンドリン・“ジン”・ストーカー - ジャッキー・ウィーヴァー（久保田民絵）： チャーリーとリチャードの叔母。
- クリス・ピッツ - ルーカス・ティル（佐藤拓也）： インディアの同級生。悪ガキ。
- ホイップ・テイラー - オールデン・エアエンライク： インディアの同級生。
- マクガーリック夫人 - フィリス・サマーヴィル（英語版）： 家政婦。
- ハワード保安官 - ラルフ・ブラウン（高岡瓶々）

## 製作
ウェントワース・ミラーは、『Stoker』とその前日譚の『Uncle Charlie』の脚本を執筆した。彼はテッド・フォークという偽名を使って書き、「脚本には自力で沈むか浮かんで欲しかった」と語った。ミラーの脚本は2010年、ブラックリスト (映画製作には至っていない脚本の年次人気投票) の第5位に選ばれた。ミラーはそれを「ホラー映画で、ファミリードラマとサイコスリラー」と説明した。ブラム・ストーカーの『吸血鬼ドラキュラ』の影響を受けている。他に、アルフレッド・ヒッチコックの『疑惑の影』の影響も受けている。
監督のパク・チャヌクにとっては初めての英語作品となる。2011年1月、ミア・ワシコウスカがティーンエイジャーの役で出演交渉され、2月にはニコール・キッドマンもキャストに参加する交渉に入った。6月、降板したコリン・ファースに代わってマシュー・グッドを叔父役に交渉中であることが報じられた。7月から8月にかけてはジャッキー・ウィーヴァー、ルーカス・ティル、オールデン・エアエンライク、ダーモット・マローニーがキャストに加わった。
撮影は2011年9月にテネシー州ナッシュビルで始まった。9月22日にはマーフリーズボロ近郊で撮影された。
もともと作曲はフィリップ・グラスを予定していたが、クリント・マンセルに代わった。

## 受賞とノミネート
| 賞                   | 部門       | 対象                 | 結果       |
| -------------------- | ---------- | -------------------- | ---------- |
| サターン賞           | 助演女優賞 | ニコール・キッドマン | ノミネート |
| シンユーフォリア賞   | 主演女優賞 | ニコール・キッドマン | 受賞       |
| オンライン国際映画賞 | 助演女優賞 | ニコール・キッドマン | 受賞       |
| フライトメーター賞   | 助演女優賞 | ニコール・キッドマン | ノミネート |